# Lê Bá Hùng
Lê Bá Hùng (sinh năm 1970) tại Huế, Việt Nam là một quân nhân người Mỹ gốc Việt trong Hải quân Hoa Kỳ. Ông là người gốc Việt đầu tiên giữ chức vụ Hạm trưởng của một chiến hạm Hải quân Hoa Kỳ. Chức vụ hiện tại của ông (2015) là Phó hạm trưởng khu trục hạm USS Curtis Wilbur (DDG 54) với cấp bậc Đại tá Hải quân (tiếng Anh: Captain).

## Tiểu sử và sự nghiệp
Năm 1975, lúc 5 tuổi, Lê Bá Hùng cùng gia đình di tản khỏi Việt Nam trên một tàu nhỏ và được tàu USS Barrbour County (LST 1195) của Hải Quân Hoa Kỳ cứu vớt. Sau đó gia đình ông đến định cư tại tiểu bang Virginia, Hoa Kỳ. Cha ông là cựu Trung tá Hải quân Việt Nam Cộng hòa Lê Bá Thông.
Sau khi hoàn tất Trung học, ông theo học tại Học viện Hải quân Hoa Kỳ (US Naval Academy, Annapolis, Maryland) và tốt nghiệp Cử nhân Kinh tế hạng ưu tại đây vào năm 1992. Sau khi tốt nghiệp, ông được phong hàm Thiếu úy và phục vụ trên tuần dương hạm USS Ticonderoga (CG 47), Norfolk, VA với chức vụ Auxiliaries Officer and First Lieutenant. Sau đó, lần lượt giữ chức vụ sĩ quan Phòng Tai trên USS Wasp (LHD 1), Norfolk, VA; phục vụ trên Tuần dương hạm USS Hue city (CG 66), Mayport, FL và giữ chức vụ Sĩ quan vũ khí và Combat Systems Officer.
Tháng 4 năm 2009, ông được bổ nhiệm làm Hạm trưởng tàu USS Lassen với cấp bậc Trung tá Hải quân (Commander) và trở thành người gốc Việt đầu tiên chỉ huy một chiến hạm thuộc Hải quân Hoa Kỳ. Khu trục hạm USS Lassen thuộc Hạm đội 7 của Hải quân Hoa Kỳ, nằm dưới sự chỉ huy của Bộ Tư lệnh Thái Bình Dương. Tàu USS Lassen là khu trục hạm lớp Arleigh Burke có trang bị hỏa tiễn định vị, vào loại hiện đại, lớn và mạnh nhất trong số các khu trục hạm thế giới. Tàu trị giá 800 triệu USD, với thủy thủ đoàn 300 người.
Ngày 7 tháng 11 năm 2009, ông chỉ huy chiến hạm USS Lassen cập cảng Đà Nẵng trong một sứ mạng công tác xã hội. Chuyến viếng thăm hữu nghị này được truyền thông Việt Nam đánh giá là để phát triển quan hệ quân sự Mỹ Việt. Đây cũng là lần đầu tiên ông trở lại quê hương sau 35 năm và được các đồng cấp Việt Nam đón tiếp trọng thể. Trong chuyến thăm, trung tá Lê Bá Hùng đã phát biểu: "Tình hữu nghị giữa Việt Nam và Mỹ đang phát triển và sự cam kết hợp tác quân sự của Mỹ đối với Việt Nam tiếp tục tiến đến một tầm cao hơn".
Ngày 17 tháng 12 năm 2010, ông thôi làm Hạm trưởng USS Lassen, được điều động sang làm Phụ tá điều hành cho Phó đô đốc Scott R. Van Buskirk, Tư lệnh Hạm Đội 7 tại Thái Bình Dương. Hạm Đội 7 của Hải quân Mỹ có từ 60 đến 70 chiến hạm, một vài hàng không mẫu hạm với khoảng 200 đến 300 máy bay.
Gần đây nhất, ông được bổ nhiệm giữ chức vụ Phó hạm trưởng Khu trục hạm USS Curtis Wilbur (DDG 54) đóng tại Yokosuka, Nhật Bản.
Ngày 6 tháng 4 năm 2015, Lê Bá Hùng trên cương vị Phó Tư lệnh đội Tàu khu trục số 7 của DESRON (Destroyer squadron) trở lại Việt Nam lần thứ hai với cấp bậc Đại tá. Ông chỉ huy 2 tàu gồm tàu khu trục USS Fitzgerald (DDG-62) và tàu chiến đấu ven biển USS Fort Worth (LCS-3) thuộc Liên đội tàu khu trục (DESRON) của Hải quân Hoa Kỳ bắt đầu chuyến thăm kéo dài 5 ngày tại Đà Nẵng. Chuyến thăm nằm trong khuôn khổ chương trình hoạt động giao lưu thường niên lần thứ 6 (NEA) giữa Hải quân Hoa Kỳ và Hải quân Nhân dân Việt Nam.
Trong buổi họp báo trên tàu vào trưa ngày 6 tháng 4, Đại tá Lê Bá Hùng nói: "Tôi rất vui được trở lại Việt Nam để bắt đầu có những hoạt động giao lưu chính thức nhằm nâng cao năng lực, khả năng hợp tác, phối hợp cùng nhau ứng phó với tình huống, tai ương xảy ra trong khu vực. Sự hợp tác giữa hải quân 2 nước sẽ giúp tăng cường hợp tác, thành công trong hoạt động giao lưu trong thời gian sắp tới. Đây là năm thứ 2 (lần đầu tiên vào năm 2009) tôi đến Việt Nam tham gia các hoạt động giao lưu giữa hải quân 2 nước. Tôi và các thủy thủ tàu rất trông đợi chuyến thăm này".

## Đời tư
Ông lập gia đình với bà Lê Lyn, hai người có với nhau con là Allison và Christian hiện ở tại Virginia Beach, tiểu bang Virginia, USA.